# Emma Quaglia
Emma Linda Quaglia (Genova, 15 agosto 1980) è una maratoneta, mezzofondista e siepista italiana.
Ha vinto 3 titoli italiani assoluti sui 3000 m siepi e 4 universitari (due sui 3 km ed uno sia sui 5000 m che sui 3000 m siepi).
Ha vinto la medaglia d'oro nella Coppa Europa di maratona agli Europei di Zurigo 2014.

## Biografia

### Gli inizi, il primo titolo italiano assoluto sulle siepi e l'esordio con la Nazionale assoluta
Ha iniziato a praticare l'atletica leggera nel 1995. Come primo allenatore ha avuto Sergio Lo Presti.
È stata quinta nel 2001 sui 3000 m siepi ai campionati italiani assoluti e primo titolo nazionale assoluto sulla stessa specialità nel 2002 (assente agli assoluti indoor).
Sesta sui 3000 m agli assoluti indoor 2003 ed argento sui 3000 m siepi agli assoluti.
Ha esordito nello stesso anno con la Nazionale assoluta nella First League di Coppa Europa, svoltasi proprio in Italia a Firenze, terminando sesta sui 3000 m siepi.

### 2004-2007: la grave malattia, il ritorno a livello agonistico ed il titolo universitario
Campionessa universitaria sui 3 km nel 2004; decima sui 3000 m agli assoluti indoor, mentre a quelli all'aperto è stata d'argento sui 3000 m siepi.
34º posto (10º di squadra) ai Mondiali universitari di corsa campestre svoltisi in Italia a Collegno.
Ancora assente agli assoluti indoor 2007, quattordicesimo posto agli assoluti di corsa campestre, ha vinto invece all'aperto l'argento sui 3000 m siepi sia agli assoluti che ai nazionali universitari in cui ha pure vinto il titolo sui 3000 m.
Alle Universiadi thailandesi di Bangkok è arrivata undicesima sui 3000 m siepi.

### 2008-2010: il secondo e il terzo titolo assoluto sulle siepi, la doppietta agli universitari e i Mondiali di mezza maratona
Sesta sui 3000 m agli assoluti indoor del 2008 e secondo titolo assoluto sui 3000 m siepi.
Ottava agli assoluti di corsa campestre e doppietta ai nazionali universitari su 5000 m e 3000 m siepi.
Quattordicesima ai Mondiali universitari di corsa campestre in Francia a Mauquenchy.
Quarantaquattresima nell'individuale e sesta nella classifica a squadre agli Europei di corsa campestre a Bruxelles in Belgio.
Terzo titolo assoluto sui 3000 m siepi nel 2009 (assente agli assoluti indoor). Ha gareggiato anche agli assoluti di corsa campestre, ma si è ritirata.
Con la Nazionale assoluta è giunta quarta sui 3000 m siepi al DécaNation francese di Parigi, si è ritirata nel 2009 sui 3000 m siepi all'Europeo per nazioni in Portogallo a Leiria, è stata trentaseiesima a Birmingham in Gran Bretagna per i Mondiali di mezza maratona ed è stata quarantaquattresima e quinta a Dublino per gli Europei irlandesi di corsa campestre.
Quarto posto nel 2010 agli assoluti di corsa campestre (ad un solo secondo dalla medaglia di bronzo di Veronica Inglese) Quarta sui 3000 m siepi agli assoluti ed assente agli assoluti indoor.

### 2011-2016: l'assenza dagli assoluti indoor ed outdoor, i Mondiali e l'oro nella Coppa di maratona agli Europei
Trentaduesima nell'individuale e settimo posto di squadra agli Europei di corsa campestre ad Albufeira in Portogallo.
Ritirata sui 10000 m agli assoluti del 2011 ed assente agli indoor.
Dal 2012 ha saltato tutti gli assoluti, sia indoor che all'aperto.
Dal 2009 ha iniziato a dedicarsi alla mezza maratona ed alla maratona.
Nella maratona dei Mondiali di Mosca in Russia nel 2013 ha ottenuto un sorprendente sesto posto alle spalle dell'amica e vicecampionessa iridata Valeria Straneo.
Sesta agli assoluti di mezza maratona nel 2014.
Agli Europei di Zurigo in Svizzera ha terminato al quattordicesimo posto nella maratona, vincendo la medaglia d'oro nella Coppa Europa di specialità insieme a Straneo, Incerti, Ejjafini, Toniolo e Console.
Il 10 settembre del 2016 ha partecipato ai campionati italiani di corsa su strada sui 10 km arrivando quinta al traguardo.

## Curiosità
- Tra i primi 15 migliori tempi italiani femminili all-time sui 3000 m siepi è presente con un crono insieme a due di Giulia Martinelli ed i restanti dodici della primatista Elena Romagnolo[2].
- Al pari di Elena Romagnolo e Valentina Costanza, ha vinto 3 titoli italiani assoluti sui 3000 m siepi.
- Dal 2010 svolge periodicamente degli stage in Kenya[3].
- Dal 2011 è allenata da Claudio Berardelli[4].

## Progressione

### Mezza maratona
| Stagione | Tempo   | Luogo      | Data       | Rank. Mond. |
| -------- | ------- | ---------- | ---------- | ----------- |
| 2016     | 1:14’15 | Cremona    | 16-10-2016 |             |
| 2015     | 1:15’37 | Birmingham | 18-10-2015 |             |
| 2014     | 1:14'00 | Verona     | 16-2-2014  |             |
| 2013     | 1:12'37 | Milano     | 24-3-2013  |             |
| 2012     | 1:19'36 | San Blas   | 5-2-2012   |             |
| 2011     | 1:15'24 | Genova     | 17-4-2011  |             |
| 2009     | 1:13'09 | Genova     | 19-4-2009  |             |

### Maratona
| Stagione | Tempo   | Luogo    | Data       | Rank. Mond. |
| -------- | ------- | -------- | ---------- | ----------- |
| 2016     | 2:30’57 | Valencia | 20-11-2016 |             |
| 2015     | 2:36’00 | Firenze  | 29-11-2015 |             |
| 2014     | 2:32'45 | Zurigo   | 16-8-2014  |             |
| 2013     | 2:34'16 | Mosca    | 10-8-2013  |             |
| 2012     | 2:28'15 | Torino   | 18-11-2012 |             |
| 2011     | 2:33'23 | Hannover | 8-5-2011   |             |

### 3000 metri siepi
| Stagione | Tempo    | Luogo       | Data      | Rank. Mond. |
| -------- | -------- | ----------- | --------- | ----------- |
| 2012     | 10'34"62 | Savona      | 19-5-2012 |             |
| 2011     | 10'23"90 | Genova      | 9-7-2011  |             |
| 2010     | 10'02"66 | Dessau      | 28-5-2010 |             |
| 2009     | 9'48"33  | Parigi      | 9-9-2009  |             |
| 2008     | 10'07"48 | Cagliari    | 20-7-2008 |             |
| 2007     | 10'19"41 | Alessandria | 7-7-2007  |             |

## Palmarès
| Anno | Manifestazione                           | Sede       | Evento               | Risultato | Prestazione | Note   |
| ---- | ---------------------------------------- | ---------- | -------------------- | --------- | ----------- | ------ |
| 2004 | Mondiali universitari di corsa campestre | Collegno   | 6500 m               | 36ª       | 23'42       | [ 5 ]  |
| 2004 | Mondiali universitari di corsa campestre | Collegno   | Classifica a squadre | 10ª       | 96 punti    | [ 6 ]  |
| 2007 | Universiadi                              | Bangkok    | 3000 m siepi         | 11ª       | 10'24"67    | [ 7 ]  |
| 2008 | Mondiali universitari di corsa campestre | Mauquenchy | 6280 m               | 14ª       | 23'39       | [ 8 ]  |
| 2008 | Europei di corsa campestre               | Bruxelles  | 8000 m               | 44ª       | 30'05       | [ 9 ]  |
| 2008 | Europei di corsa campestre               | Bruxelles  | Classifica a squadre | 6ª        | 119 punti   | [ 10 ] |
| 2009 | DécaNation                               | Parigi     | 3000 m siepi         | 4ª        | 9'48"33     | [ 11 ] |
| 2009 | Mondiali di mezza maratona               | Birmingham | Mezza maratona       | 36ª       | 1:14'11     | [ 12 ] |
| 2009 | Europei di corsa campestre               | Dublino    | 8018 m               | 44ª       | 30'48       | [ 13 ] |
| 2009 | Europei di corsa campestre               | Dublino    | Classifica a squadre | 5ª        | 130 punti   | [ 14 ] |
| 2010 | Europei di corsa campestre               | Albufeira  | 8170 m               | 32ª       | 28'46       | [ 15 ] |
| 2010 | Europei di corsa campestre               | Albufeira  | Classifica a squadre | 7ª        | 147 punti   | [ 16 ] |
| 2013 | Mondiali                                 | Mosca      | Maratona             | 6ª        | 2:34'16     | [ 17 ] |
| 2014 | Europei                                  | Zurigo     | Maratona             | 14ª       | 2:32'45     | [ 18 ] |
| 2014 | Europei                                  | Zurigo     | Classifica a squadre | Oro       |             | [ 19 ] |

## Campionati nazionali
- 3 volte campionessa assoluta dei 3000 m siepi (2002, 2008, 2009)
- 1 volta campionessa universitaria sui 3000 m siepi (2008)
- 1 volta campionessa universitaria dei 5000 m (2008)
- 2 volte campionessa universitaria sui 3000 m (2004, 2007)

2001
- 5ª ai Campionati italiani assoluti, (Catania),
3000 m siepi - 11'09"04[20]

2002
- Oro ai Campionati italiani assoluti, (Viareggio), 3000 m siepi - 10'16"61[21]

2003
- 6ª ai Campionati italiani assoluti indoor, (Genova), 3000 m - 9'43"80[22]
- Argento ai Campionati italiani assoluti, (Rieti),
3000 m siepi - 10'34"35[23]

2004
- 10ª ai Campionati italiani assoluti indoor, (Genova), 3000 m - 9'44"00[24]
- Oro ai Campionati nazionali universitari, (Camerino), 3000 m - 9'48"66[25]
- Argento ai Campionati italiani assoluti, (Firenze), 3000 m siepi - 10'23"56[26]

2007
- 14ª ai Campionati italiani assoluti di corsa campestre, (Villa Lagarina), 7,810 km - 29'08[27]
- Oro ai Campionati nazionali universitari, (Jesolo), 3000 m - 9'51"10[28]
- Argento ai Campionati nazionali universitari, (Jesolo), 3000 m siepi - 10'40"43[28]
- Argento ai Campionati italiani assoluti, (Padova), 3000 m siepi - 10'23"71[29]

2008
- 6ª ai Campionati italiani assoluti indoor, (Genova), 3000 m - 9'35"73[30]
- 8ª ai Campionati italiani assoluti di corsa campestre, (Carpi), 7 km - 25'23[31]
- Oro ai Campionati nazionali universitari, (Pisa), 5000 m - 16'28"29[32]
- Oro ai Campionati nazionali universitari, (Pisa), 3000 m siepi - 10'18"74[32]
- Oro ai Campionati italiani assoluti, (Cagliari),
3000 m siepi - 10'07"48[33]

2009
- In finale ai Campionati italiani assoluti di corsa campestre, (Porto Potenza Picena), 8 km - r[34]
- Oro ai Campionati italiani assoluti, (Milano),
3000 m siepi - 10'05"65[35]

2010
- 4ª ai Campionati italiani assoluti di corsa campestre, (Formello), 8 km - 30'05[36]
- 4ª ai Campionati italiani assoluti, (Grosseto),
3000 m siepi - 10'14"44[37]

2011
- In finale ai Campionati italiani assoluti, (Torino),
10000 m - r[38]

2014
- 6ª ai Campionati italiani assoluti di mezza maratona, (Verona), Mezza maratona - 1:14'00[39]

2016
- 6ª al Campionato italiano dei 10 km di corsa su strada, (Foligno), 10 km su strada - 34’44[40]

## Altre competizioni internazionali
2003
- 6ª in Coppa Europa, ( Firenze), 3000 m siepi - 10'26"07[41]

2009
- In finale nell'Europeo per nazioni, ( Leiria), 3000 m siepi - dnf[42]

2012
- Argento alla Milano Marathon ( Milano) - 2h31'15"
- 5ª alla Maratona di Torino ( Torino) - 2h28'15"

2013
- Argento alla Stramilano ( Milano) - 1h12'37"

2014
- Bronzo alla Maratona di Roma ( Roma) - 2h43'24"
- Bronzo alla Maratona di Torino ( Torino) - 2h33'52"

2015
- Bronzo alla Maratona di Firenze ( Firenze) - 2h36'00"

2016
- 8ª alla Maratona di Parigi ( Parigi) - 2h35'52"
- 6ª alla Maratona di Valencia ( Valencia) - 2h30'57"

2017
- 14ª alla Maratona di New York ( New York) - 2h34'10"
- 7ª alla Maratona di Vienna ( Vienna) - 2h34'33"
- 6ª alla Stramilano ( Milano) - 1h14'51"